# Stichting AAP
Stichting AAP is een organisatie die dieren in nood opvangt en pleit voor betere dierenwelzijnswetten in heel Europa. De dieren zijn bijvoorbeeld illegaal  een land binnengesmokkeld of zijn gedumpt nadat particulieren de zorg voor deze dieren niet meer kunnen opbrengen. Veel andere dieren die bij AAP arriveren zijn afkomstig uit noodlijdende dierenparkjes, proefdierlaboratoria en circussen.
De dieren die bij Stichting AAP komen, moeten eerst in de quarantaine voor een periode van minstens 6 weken voor een uitgebreid medisch onderzoek en behandelplan. Tenzij het dier van nature liever alleen leeft, wordt het dier daarna samengevoegd met soortgenoten op een van de afdelingen van AAP. Als de dieren zijn opgeknapt, wordt er gezocht naar een plek (bijvoorbeeld een dierentuin of een betere dierenpark) waar ze de rest van hun leven kunnen blijven. 
De stichting is gevestigd op het landgoed De Kemphaan te Almere en is afhankelijk van sponsoren en donateurs. Ontvangers van Air Miles wordt verzocht deze te schenken aan Stichting AAP. Ook worden er jaarlijks veel lege cartridges en gebruikte mobiele telefoons ingezameld waarbij de vergoeding ten goede komt aan Stichting AAP. 

## Geschiedenis
In 1972 werd de organisatie opgericht. Nadat het sinds de jaren 60 een trend werd om uitheemse dieren in huis te nemen als huisdier, met name apen. Maar aangezien deze dieren - die doorgaans jong werden aangeschaft - groter werden en volwassen gedrag gingen vertonen, werd het duidelijk dat ze niet geschikt bleken als huisdier. Ze werden meer en meer van de hand gedaan. Hierdoor ontstond de noodzaak om een goede opvang voor deze dieren op touw te zetten.
Het eerste opvanghuis was gevestigd in Amstelveen en was oorspronkelijk bedoeld als tijdelijke opvang. Maar voor de dieren die niet of moeilijk te herplaatsen waren werd uiteindelijk eind jaren 90 het zogenaamde AAP-pensioenplan ontwikkeld door de nieuwe stichting. Het plan houdt in dat deze dieren de rest van hun leven in de opvang blijven, maar wel op een daarvoor ontwikkelde plek. De stichting was rond de tijd van de verhuizing van Amstelveen naar Almere in 1996 uitgegroeid van een nationaal opvangcentrum tot een Europees opvangcentrum. Het uiteindelijke doel voor de overige dieren blijft overigens nog steeds: de dieren geestelijk en lichamelijk weer gezond te maken en ze daarna te herplaatsen in een meer natuurlijke omgeving, in de vorm van een reservaat of gerenommeerde dierentuin/dierenpark.
In september 2006 begon Stichting AAP met het opnemen van apen uit het proefdierencentrum BPRC, dat krachtens de wet niet meer met mensapen mocht experimenteren.

## Primadomus
Stichting AAP heeft een opvangcentrum, Primadomus, (terrein Rincón del Moro) bij Villena in Spanje gerealiseerd. Dit opvangcentrum is bedoeld voor de (soms levenslange) opvang van primaten en grote katachtigen. Op 10 mei 2009 bracht Jane Goodall, een beroemde deskundige op het gebied van chimpansees, een bezoek aan het terrein. Op 24 november 2009 werd dit centrum officieel geopend. In 2016 werd het opvanggedeelte voor Grote katachtigen officieel geopend in aanwezigheid van Hare Majesteit Koningin Sofía van Spanje.